# Lista instituțiilor de învățământ din Bălți
Aceasta este lista instituțiilor de învățământ din municipiul Bălți:

## Învățământ primar și secundar general
| Instituție                                        | Limba de predare | Adresă                       | Imagine |
| ------------------------------------------------- | ---------------- | ---------------------------- | ------- |
| Școala primară „S. Vangheli”, nr. 21              | română           | str. T. Vladimirescu, 16     |         |
| Școala-internat pentru nevăzători și slabvăzători |                  | str. Orheiului, 115          |         |
| Gimnaziul - internat auxiliar                     |                  | str. Decebal, 99-A           |         |
| Gimnaziul nr. 2                                   | rusă             | str. M. Sadoveanu, 5         |         |
| Gimnaziul nr. 3                                   | rusă             | str. Sorocii, 21             |         |
| Gimanziul nr. 6                                   | rusă             | str. Kiev, 16                |         |
| Gimanziul nr. 7                                   | rusă             | str. Kolesov, 16             |         |
| Gimanziul nr. 9                                   | rusă             | str. Kopernik, 23            |         |
| Gimanziul nr. 10                                  | română           | str. Dubinovski, 19          |         |
| Gimanziul nr. 14                                  | rusă             | str. Konev, 7                |         |
| Gimanziul nr. 15                                  | rusă             | str. Hașdeu, 6               |         |
| Școala primară nr. 16                             | rusă             | sat. Sadovoe                 |         |
| Gimanziul nr. 19                                  | română           | sat. Elizaveta               |         |
| Liceul Teoretic „V. Alecsandri                    | română           | str. Konev, 16 „a”           |         |
| Liceul Teoretic „L. Blaga”                        | română           | str. Pușkin, 69              |         |
| Liceul Teoretic „D. Cantemir”                     | rusă             | str. Sf. Nicolae, 98 „a”     |         |
| Liceul Teoretic „G. Coșbuc”                       | română           | bulevardul Larisa, 3         |         |
| Liceul Teoretic „I. Creangă”                      | română           | str. Pușkin, 38, bloc VI     |         |
| Gimnaziul „A.I. Cuza”                             | română           | str. Cahul, 46               |         |
| Liceul Teoretic „Elitex”                          | română/rusă      | str. Aerodromului, 14        |         |
| Liceul Teoretic „M. Eminescu”                     | română           | str. Ștefan cel Mare, 81     |         |
| Liceul Teoretic „N.Gogol”                         | rusă             | str. 26 Martie, 2            |         |
| Liceul Teoretic „M. Gorki”                        | rusă             | bl. Eminescu, 4              |         |
| Liceul Teoretic „B. P. Hașdeu”                    | română           | str.Cehov, 19                |         |
| Liceul Teoretic „M. Lomonosov”                    | rusă             | bl. Larisa, 5                |         |
| Liceul Teoretic „V. Maiakovski”                   | rusă             | str. T. Vladimirescu, 32 „b” |         |
| Liceul Teoretic „A.Pușkin”                        | rusă             | str. Bulgară, 122            |         |
| Liceul Teoretic „Ștefan cel Mare”                 | rusă             | str. Ostrovski, 17           |         |

## Învățământ secundar profesional și mediu de specialitate
| Instituție                       | Limba de instruire | Adresă                    | Imagine |
| -------------------------------- | ------------------ | ------------------------- | ------- |
| Școala Profesională nr. 1        | română/rusă        | str. I. Franco, 9         |         |
| Școala Profesională nr.2         | română/rusă        | str. Decebal, 92          |         |
| Școala Profesională nr. 3        | română/rusă        | str. Victoriei, 6 „a      |         |
| Școala Profesională nr.4         | română/rusă        | str. I. Franco, 7         |         |
| Școala Profesională nr.5         | română/rusă        | str. I. Franco, 15        |         |
| Școala de meserii nr. 6          | română/rusă        | str. Ștefan cel Mare, 160 |         |
| Colegiul de Industrie Ușoară     | română/rusă        | str. I. Franco, 17        |         |
| Colegiul de Medicină             | română/rusă        | str. Decebal, 101         |         |
| Colegiul Muzical-Pedagogic       | română             | str. C. Porumbescu, 18    |         |
| Colegiul Pedagogic „Ion Creangă” | română             | str. Pușkin, 38, bloc VI  |         |
| Colegiul Politehnic              | română/rusă        | str. I. Franco, 11        |         |
| Colegiul Tehnic Feroviar         | română/rusă        | str. Decebal, 101 „a”     |         |

## Învățământ superior
| Instituție                                                                                               | Limba de instruire | Adresă                   | Imagine |
| --- | ------------------ | ------------------------ | ------- |
| Universitatea de Stat „Alecu Russo”                                                                      | română/rusă        | str. Pușkin, 38          |         |
| Extensiunea Universității Alexandru Ioan Cuza din Iași, facultățile de fizica tehnologică și de economie | română             | str. Pușkin, 38          |         |
| Institutul Nistrean de Economie și Drept                                                                 | română/rusă        | str. Ștefan cel Mare, 82 |         |
| Filiala Institutului Baltic de Ecologie, Politică și Drept                                               | rusă               | str. Sorocii, 21         |         |
| Institutul Umanitar Contemporan, Centrul de Instruire Bălți                                              | rusă               | str. M. Viteazu, 44      |         |